# とよしま (掃海艇)
とよしま（ローマ字：JS Toyoshima, MSC-685）は、海上自衛隊の掃海艇。すがしま型掃海艇の5番艇。艇名は豊島に由来する。

本記事は、本艇の艦暦について主に取り扱っているため、性能や装備等の概要についてはすがしま型掃海艇を参照されたい。

## 艦歴

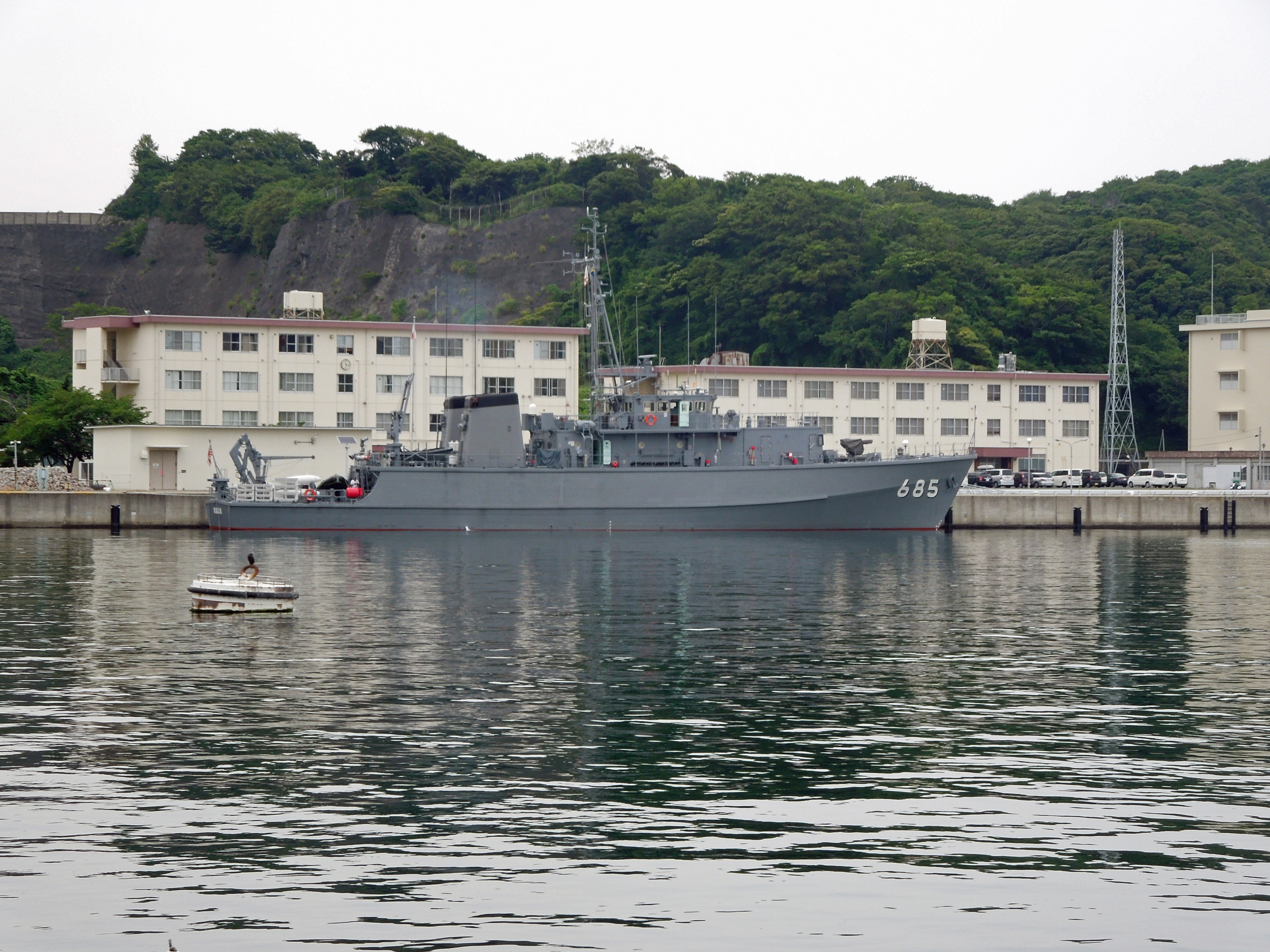
横須賀港に停泊中の「とよしま」

「とよしま」は、平成10年度計画掃海艇385号艇として、日立造船神奈川工場で1999年4月26日に起工され、2000年9月13日に進水、2002年3月4日に就役し、掃海隊群第2掃海隊（佐世保）に編入された。
2009年3月6日、佐世保地方隊下関基地隊第43掃海隊に編成替え。
同年4月14日から4月27日、長崎県平戸沖漁船転覆事故による行方不明者捜索に参加。
同年6月20日から6月29日、硫黄島周辺海域で平成21年度実機雷処分訓練に参加。
同年10月2日、水中処分母船5号と共に、山口県下関市満珠島南方2kmで日本軍砲弾20発を水中爆破処分した。
2010年11月3日、関門海峡で機雷・砲弾処分を実施。
2011年3月11日に発生した東日本大震災の災害派遣に参加。3月19日午前8時頃、宮城県石巻市雄勝町立浜地区にガソリン18リットルを輸送。午後4時頃、雄勝クリーンセンターにガソリン18リットルを輸送。3月30日午前9時頃、唐丹地区に缶詰408個を輸送した。3月31日午後3時頃、綾里地区コミュニティセンターに缶詰144個、副食缶詰288個、乾パン128個、毛布20枚、トイレットペーパー100個、ペーパータオル150個を輸送した。
2013年11月18日から11月28日、日向灘でアメリカ海軍との掃海特別訓練に参加。
2016年3月28日午前4時30分頃、上対馬北東74kmを南西に航行するウダロイ級ミサイル駆逐艦「アドミラル・ヴィノグラードフ」、ドゥブナ級補給艦「イルクート」、バクラザン級航洋曳船「フォーティ・クリロフ」を発見し、監視した。その後対馬海峡を南下している。
同年6月17日から6月23日、硫黄島周辺海域で平成28年度実機雷処分訓練に参加。
2023年4月6日に発生した宮古島沖陸自ヘリ航空事故を受け、同月12日から捜索活動に従事した。
同年11月30日、屋久島沖米軍オスプレイ墜落事故に伴い自主派遣。12時50分に下関基地を出港。翌12月1日12時22分に現着し、以後、同じく自主派遣された艦艇や自衛隊部隊、海上保安庁などと共に12月5日まで捜索救難活動に従事。機体の一部などを発見揚収するなどした。